# Shira Geffen
Pour les articles homonymes, voir Geffen.
Shira Geffen, née le 30 avril 1971 à Tel-Aviv en Israël, est une actrice, réalisatrice et scénariste israélienne, également metteuse en scène de théâtre, auteure de séries pour la télévision et de livres pour enfants. Elle obtient la caméra d'or au Festival de Cannes en 2007 pour le film Les Méduses.

## Biographie
Son père est l'auteur, poète et journaliste Yehonatan Geffen. Il la prénomme Shira comme l'héroïne d'un des romans de Shai Agnon. Son frère est le chanteur Aviv Geffen. Son grand-oncle est le ministre Moshe Dayan et son oncle est le scénariste Assi Dayan.
Elle étudie au Nissan Nativ Drama Studio. Elle joue ensuite régulièrement au théâtre Habima et au théâtre Caméri à Tel Aviv. et au théâtre Khan à Jérusalem.
Elle joue dans la série télévisée BeTipul et Esrim plus.
Ses réalisateurs préférés sont Terry Gilliam, les frères Coen et David Lynch.

## Filmographie
En 2006, elle réalise son premier court métrage Three Towers. Elle coréalise avec son mari Etgar Keret le film Les Méduses qui obtient la Caméra d'or lors du Festival de Cannes 2007.
En 2014, son film Self Made est projeté lors de la semaine de la critique au festival de Cannes et est présenté en compétition au festival du film de Zurich.
En 2018, elle est coscénariste avec Etgar Keret de la série en quatre épisodes L'Agent immobilier tournée pour Arte avec dans les rôles principaux Mathieu Amalric et Eddy Mitchell. La série est diffusée à partir du 30 avril 2020 sur Arte.tv en avant première.

## Publications
- 2007 : Les Méduses, Acte Sud
- 2010 : Une nuit sans lune (littérature jeunesse), Les éditions de la balle
- 2016 : Buenas noches, monstruo / Good Night, Monster, Leetra Editorial

## Distinctions
- 2007 : Caméra d'Or au festival de Cannes pour le film Les Méduses[1]
- 2014 : Prix de la jeune auteure au Festival international du film de Los Angeles pour le film Self Made
- 2019 : Meilleur scénario pour L'Agent immobilier au Festival de la fiction TV de La Rochelle[9]